# Тоторшево
Тото́ршево (в дореформенной орфографии Тото́ршева) — бывшая деревня в Ардатовском районе Нижегородской области России. Ныне — юго-западная часть рабочего посёлка Ардатов, между рекой Леметь и улицей Зуева.

## Этимология
Достоверных сведений об этимологии топонима нет. Существует местное предание о проводнике Ивана Грозного Ардатке и трёх его братьях — Кужендее, Ризадее и Торше (Тоторше, Таторше). Согласно этому преданию, за свою службу братья получили от царя земельные угодья в этих краях, на которых были основаны поселения, названные их именами — Ардатов, Кужендеево, Ризадеево и Тоторшево соответственно. Существование братьев и их происхождение остаются под вопросом, так Александр Базаев и Николай Морохин предполагали мордовское происхождение братьев, а Александр Малышев считал, что они могли быть мещёрскими казаками, подданными темниковского князя Еникея.

## История
По неподтверждённым данным, кипчакское поселение на этом месте могло возникнуть ещё около X века, его оригинальное название неизвестно. Позднее упоминалось как булгарское поселение под названием Имимшикелле, что в переводе с булгарского языка означает «похожие на инородцев» — так булгары обозначали кипчаков-язычников, но не местное финно-угорские народы — марийцев и мордву. 
После присоединения этих земель к Русскому государству в результате Казанских походов Ивана Грозного впервые упоминается в 1578 году как мордовское селение «деревня Тоторшева», находившаяся в собственности помещиков Ивана Невежина и Василия Григорьевича Мерлина.

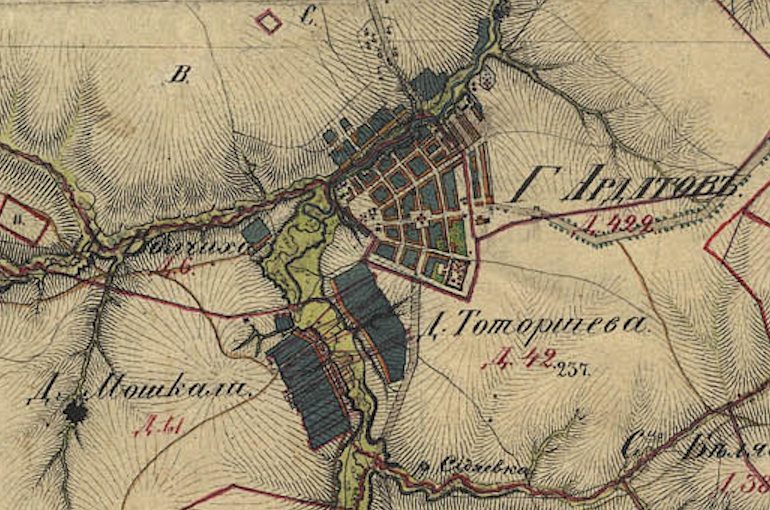
Ардатов, Мошколей и Тоторшево на карте Нижегородской губернии Менде (1850)

В 1610 году деревня была включена в состав прихода ардатовской Знаменской церкви, из-за чего в 1628 году именовалось сельцом Знаменским. Упоминается в списке мордовских деревень 1646 года под названием «Торшево». На плане Генерального межевания Ардатовского уезда деревня была обозначена под двойным названием «Тоторшева, Имашикли тож». В 1784 году была в даче села Кужендеева. К 1719 году население деревни было полностью христианизировано. До 1828 года деревня была дворцовой, а затем перешла в собственность советника Александра Поликарпова и оставалась в собственности этой семьи вплоть до отмены крепостного права в 1861 году, которую проводили коллежский секретарь Николай Евгеньевич Поликарпов и его супруга Мария Андреевна. В 1876 году деревня была передана из прихода ардатовской Знаменской, в приход Ильинской церкви того же города.
Вплоть до Октябрьской революции 1917 года значительная часть земли оставалась в собственности семьи Поликарповых — в 1917 году это были Александр, Николай и Михаил Евгеньевичи. Позднее земля была поделена между местными крестьянами. В 1930 году был организован колхоз «Клим Ворошилов», через 3 года переименованный в «Имени Ворошилова». Его первым председателем был избран Н. Крылов. К 1933 году в Тоторшеве оставалось 50 единоличников, из них больше половины были безлошадными. В 1962 году Тоторшево было присоединено к рабочему посёлку Арадатову, с которым на тот момент фактически слилось.

## Географическое положение
Находилось в югу от Ардатова, в непосредственной близости от него, на правом берегу реки Лемети, к западу от современной улицы Зуева. Здесь река имела удобный брод, и на её левом берегу, прямо напротив деревни Тоторшево находилась деревня Мошколей.

## Население
В 1628 году русское население деревни составляло 27 %, в 1721 году — уже 43 %. В 1828 году в деревне проживали 280 человек мужского пола и имелось 1449 десятин земли. В 1890 году население составляло 220 мужчин и 215 женщин, в ней имелось 78 дворов. Согласно переписи 1897 года, в деревне проживали 572 человека — 266 мужчин и 306 женщин.

## Памятники
В конце XIX века на территории деревни Тоторшево был обнаружен могильник, относящийся к XIV—XVII векам (в районе современных улиц Октябрьской и Комсомольской). В дальнейшем были проведены дополнительные археологические раскопки — А. Е. Алиховой в 1926 и 1928 годах, М. Ф. Жигановым в 1955 году и А. Ф. Богачёвым в 1975 году. В результате проведённых исследований на площади 103 м2 было обнаружено большое количество бронзовых ювелирных украшений, бус, ножи, серпы, остатки кожаной обуви, серебряные монеты XVII века и другие предметы. Согласно проведённым исследованиям, могильник принадлежал эрзянам. Находки хранятся преимущественно в Музее антропологии МГУ и в Нижегородском историко-бытовом музее.